# Frank O'Neill
Frank O'Neill (Dublino, 13 aprile 1940) è un allenatore di calcio ed ex calciatore irlandese, di ruolo centrocampista.

## Carriera

### Club
O'Neill inizia la carriera nell'Home Farm. Nel 1958 viene ingaggiato dall'Arsenal, con cui esordisce nella First Division 1960-1961, ottenendo l'undicesimo posto finale.
Nel 1961 viene ingaggiato dallo Shamrock Rovers, società in cui milita fino al 1974 vincendo un campionato nazionale, sette FAI Cup, cinque League of Ireland Shield, due Dublin City Cup, due Leinster Senior Cup, una Top Four Cup ed una Blaxnit Cup. Con i Rovers partecipa anche a quattro edizioni della Coppa delle Coppe, raggiungendo in due occasioni gli ottavi di finale, ed alla Coppa dei Campioni 1964-1965, venendo eliminato con i suoi al primo turno.
Dal 1969 al 1971 fu anche allenatore dei Rovers.
Con i Rovers, nell'estate 1967, O'Neill disputò il campionato nordamericano organizzato dalla United Soccer Association: accadde infatti che tale campionato fu disputato da formazioni europee e sudamericane per conto delle franchigie ufficialmente iscritte al campionato, che per ragioni di tempo non avevano potuto allestire le proprie squadre. Lo Shamrock rappresentò i Boston Rovers, e chiuse al sesto ed ultimo posto della Eastern Division, con 2 vittorie, 3 pareggi e 7 sconfitte, non qualificandosi per la finale. O'Neall fu con Liam Tuohy cannoniere della squadra con tre reti segnate.
Nella stagione 1974-1975 passa al Waterford ottenendo il sesto posto finale. L'anno seguente è al Athlone Town con cui ottiene il settimo posto.
Nel 1978 O'Neill viene acquistato al Dundalk, con cui vince il campionato 1978-1979. L'anno dopo passa al St Patrick's, club in cui chiuderà la carriera agonistica.
Nel 1981 ricoprì la carica di allenatore dello Shelbourne.

### Nazionale
Ha giocato venti incontri con la nazionale dell'Irlanda tra il 1961 ed il 1971. Ha segnato un'unica rete nella vittoria per 2-1 contro la Turchia del 16 novembre 1966 durante le qualificazioni al campionato europeo di calcio 1968.   

#### Cronologia presenze e reti in Nazionale
| Cronologia completa delle presenze e delle reti in nazionale ― Irlanda | Cronologia completa delle presenze e delle reti in nazionale ― Irlanda | Cronologia completa delle presenze e delle reti in nazionale ― Irlanda | Cronologia completa delle presenze e delle reti in nazionale ― Irlanda | Cronologia completa delle presenze e delle reti in nazionale ― Irlanda | Cronologia completa delle presenze e delle reti in nazionale ― Irlanda | Cronologia completa delle presenze e delle reti in nazionale ― Irlanda | Cronologia completa delle presenze e delle reti in nazionale ― Irlanda |
| Data                                                                   | Città                                                                  | In casa                                                                | Risultato                                                              | Ospiti                                                                 | Competizione                                                           | Reti                                                                   | Note                                                                   |
| ---------------------------------------------------------------------- | ---------------------------------------------------------------------- | ---------------------------------------------------------------------- | ---------------------------------------------------------------------- | ---------------------------------------------------------------------- | ---------------------------------------------------------------------- | ---------------------------------------------------------------------- | ---------------------------------------------------------------------- |
| 8-10-1961                                                              | Dublino                                                                | Irlanda                                                                | 1 – 3                                                                  | Cecoslovacchia                                                         | QMondiale                                                              | -                                                                      |                                                                        |
| 29-10-1961                                                             | Praga                                                                  | Cecoslovacchia                                                         | 7 – 1                                                                  | Irlanda                                                                | QMondiale                                                              | -                                                                      |                                                                        |
| 25-10-1964                                                             | Dublino                                                                | Irlanda                                                                | 3 – 2                                                                  | Polonia                                                                | Amichevole                                                             | -                                                                      |                                                                        |
| 24-3-1965                                                              | Dublino                                                                | Irlanda                                                                | 0 – 2                                                                  | Belgio                                                                 | Amichevole                                                             | -                                                                      |                                                                        |
| 5-5-1965                                                               | Dublino                                                                | Irlanda                                                                | 1 – 0                                                                  | Spagna                                                                 | QMondiale                                                              | -                                                                      |                                                                        |
| 27-10-1965                                                             | Siviglia                                                               | Spagna                                                                 | 4 – 1                                                                  | Irlanda                                                                | QMondiale                                                              | -                                                                      |                                                                        |
| 10-11-1965                                                             | Parigi                                                                 | Irlanda                                                                | 0 – 1                                                                  | Spagna                                                                 | QMondiale                                                              | -                                                                      |                                                                        |
| 4-5-1966                                                               | Dublino                                                                | Irlanda                                                                | 0 – 4                                                                  | Germania                                                               | Amichevole                                                             | -                                                                      |                                                                        |
| 22-5-1966                                                              | Vienna                                                                 | Austria                                                                | 1 – 0                                                                  | Irlanda                                                                | Amichevole                                                             | -                                                                      |                                                                        |
| 23-10-1966                                                             | Dublino                                                                | Irlanda                                                                | 0 – 0                                                                  | Spagna                                                                 | Qual. Euro 1968                                                        | -                                                                      |                                                                        |
| 16-11-1966                                                             | Dublino                                                                | Irlanda                                                                | 2 – 1                                                                  | Turchia                                                                | Qual. Euro 1968                                                        | 1                                                                      |                                                                        |
| 7-12-1966                                                              | Valencia                                                               | Spagna                                                                 | 2 – 0                                                                  | Irlanda                                                                | Qual. Euro 1968                                                        | -                                                                      |                                                                        |
| 22-22-1967                                                             | Ankara                                                                 | Turchia                                                                | 2 – 1                                                                  | Irlanda                                                                | Qual. Euro 1968                                                        | -                                                                      |                                                                        |
| 30-10-1968                                                             | Chorzów                                                                | Polonia                                                                | 1 – 0                                                                  | Irlanda                                                                | Amichevole                                                             | -                                                                      |                                                                        |
| 10-11-1968                                                             | Dublino                                                                | Irlanda                                                                | 2 – 2                                                                  | Austria                                                                | Amichevole                                                             | -                                                                      |                                                                        |
| 4-12-1968                                                              | Dublino                                                                | Irlanda                                                                | 1 – 1                                                                  | Danimarca                                                              | Amichevole                                                             | -                                                                      |                                                                        |
| 4-5-1969                                                               | Dublino                                                                | Irlanda                                                                | 1 – 2                                                                  | Cecoslovacchia                                                         | QMondiale                                                              | -                                                                      |                                                                        |
| 27-5-1969                                                              | Copenaghen                                                             | Danimarca                                                              | 2 – 0                                                                  | Irlanda                                                                | QMondiale                                                              | -                                                                      | 55’                                                                    |
| 8-6-1969                                                               | Dublino                                                                | Irlanda                                                                | 1 – 2                                                                  | Ungheria                                                               | QMondiale                                                              | -                                                                      | 46’                                                                    |
| 10-10-1971                                                             | Linz                                                                   | Austria                                                                | 6 – 0                                                                  | Irlanda                                                                | Qual. Euro 1972                                                        | -                                                                      |                                                                        |
| Totale                                                                 |                                                                        | Presenze                                                               | 20                                                                     |                                                                        | Reti                                                                   | 1                                                                      |                                                                        |

## Palmarès

### Club
- Campionato irlandese: 2

Shamrock Rovers: 1963-1964
Dundalk: 1978-1979
- Coppa d'Irlanda: 7

Shamrock Rovers: 1961-1962, 1963-1964, 1964-1965, 1965-1966, 1966-1967, 1967-1968, 1968-1969
- League of Ireland Shield: 5

Shamrock Rovers: 1961-1962, 1963-1964, 1964-1965, 1965-1966, 1967-1968
- Top Four Cup: 1

Shamrock Rovers: 1965-1966
- Dublin City Cup: 2

Shamrock Rovers: 1963-1964, 1966-1967
- Blaxnit Cup: 1

Shamrock Rovers: 1967-1968
- Leinster Senior Cup: 2

Shamrock Rovers: 1964 1966